# Keradit Borimart
Keradit Borimart (thailändisch กีรดิต บริมาตร; * 16. Februar 1997 in Trang) ist ein thailändischer Fußballspieler.

## Karriere
Keradit Borimart stand bis Juni 2018 bei dem Viertligisten Grakcu Sai Mai United FC unter Vertrag. Der Verein aus der Hauptstadt Bangkok spielte in der Bangkok Region der Liga. Anfang Juli 2018 wechselte er in die dritte Liga. Hier schloss er sich dem MOF Customs United FC an. Mit dem Verein spielte er in der Lower Region der Liga. Am Ende der Saison 2018 feierte er mit dem Klub die Meisterschaft der Region sowie den Aufstieg in die zweite Liga. Nach zwei Zweitligaspielen wechselte er im Juni 2019 zum Ligakonkurrenten Ayutthaya United FC. Hier kam er jedoch nicht zum Einsatz. Der Trang FC, ein Drittligist aus Trang, nahm ihn am 1. September 2019 unter Vertrag. Mit dem Klub spielte er in der Lower Region der Liga. Im Juni 2021 verpflichtete ihn der Drittligist Chainat United FC. Mit dem Verein aus Chainat spielte er Western Region der Liga. Nach der Hinserie, in der er elf Ligaspiele bestritt, wechselte er im Januar 2022 in die Northern Region. Hier schloss er sich in Tak dem Northern Tak United FC an. Am Ende der Spielzeit belegte man den zwölften Tabellenplatz und musste aus der Liga absteigen. Nach dem Abstieg verließ er den Verein und schloss sich dem in der Western Region spielenden Pathumthani University FC an. Hier bestritt er acht Ligaspiele. Im Sommer 2023 wurde sein Vertrag nicht verlängert.

## Erfolge
MOF Customs United FC
- Thai League 3 – Lower: 2018